# The Angriest Man in Brooklyn
The Angriest Man in Brooklyn is een comedy uit 2014 geregisseerd door Phil Alden Robinson. De hoofdrollen worden gespeeld door Robin Williams, Mila Kunis, Peter Dinklage en Melissa Leo. De film is een remake van een Israëlische film uit 1997 getiteld The 92 Minutes of Mr. Baum, geschreven en geregisseerd door Assi Dayan.

## Verhaal
Henry Altmann, een norse man, wordt wakker met een barstende hoofdpijn en gaat naar het ziekenhuis. Daar krijgt hij te horen dat zijn eigen arts met vakantie is maar dat de nieuwe dokter, Sharon Gill, hem zal ontvangen. De nieuwe dokter heeft haar dag niet omdat haar geliefde kat zelfmoord gepleegd heeft door uit het raam te springen. Henry, kort als altijd, ergert zich aan de dokter totdat de dokter zegt dat hij een hersenaneurysma heeft.
Henry wordt door dit nieuws helemaal boos en eist dat ze hem zegt hoelang hij nog te leven heeft. Omdat ze Henry's boosheid en beledigingen niet meer aan kan flapt ze er uit dat hij nog maar 90 minuten te leven heeft. Geschokt door dit nieuws stormt Henry het kantoor uit en laat Sharon achter, verbijsterd door het te snelle oordeel dat ze er zojuist uitgegooid heeft.
Terwijl de dokter overal in de stad naar hem op zoek gaat worstelt Henry met de diagnose. Hij is vastbesloten om het met iedereen die hij ooit pijn gedaan heeft weer goed te maken.